# Helena Lehnická
Helena Lehnická (1545/1547 – 6. dubna 1583) byla slezská šlechtična, kněžna lehnicko-břežská. Provdala se za Zikmunda II. z Kurcpachu.

## Život
Narodila se jako dcera lehnického, břežského a volovského knížete Bedřicha III. a jeho manelky Kateřiny Meklenburské (1518-1581).
V roce 1568 provdala se za Zikmunda II. z Kurzbachu (1547–31. prosince 1579), s nímž měla dceru Žofii (1570 – po roce 1605). Ta se dne 20. ledna 1590 provdala se za Jindřicha Anselma z Promnic.